# Yellow waste / Blue heaven
Yellow waste / Blue heaven er en dokumentarfilm instrueret af Martin Køhler Jørgensen efter manuskript af Thomas Andersen, Martin Køhler Jørgensen, Claus Carstensen, Peter Bonde.

## Handling
USA findes alligevel kun inde i amerikanernes hoveder, så for den tilrejsende handler det blot om at få lejet en bil og ellers acceptere det hele som et fata morgana uden retning og forsvindingspunkt. Sådan tegner rationalet sig i 'Yellow Waste / Blue Heaven', en asfaltsort og elliptisk road/doku-noir ad de amerikanske highways - og sådan synes der at være tavs enighed om at forholde sig blandt den lille gruppe af midaldrende mænd i nystrøgede skjorter og Richard Nixon-masker, som sammen begiver sig afsted ud på ukendt land. Bag maskerne gemmer sig de to kunstnere Claus Carstensen og Peter Bonde, hvilket forklarer noget, men ikke alt. En forladt racerbane, en gun club, en swimming pool, en motorvejs-diner og en endeløs motorvej udgør de genre-symbolske settings for deres mystiske rejse, som dokumenteres grundigt i polaroid-fotos undervejs.